# MAN Scout

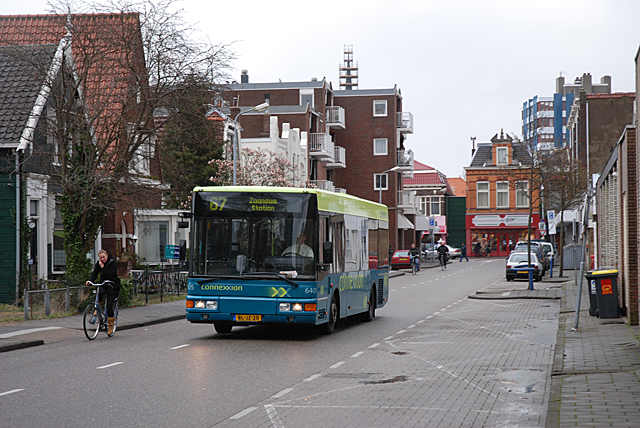
MAN Scout 6405 in Zaandam.

De MAN Scout of Berkhof Junior is een lagevloerbus. De carrosserie is ontwikkeld door VDL Berkhof op basis van het MAN A66 chassis van de Duitse busfabrikant MAN AG.

## Gebruik in Nederland
Vervoersmaatschappij Connexxion bestelde in 2000 een serie van 23 bussen van dit type voor Delft. De MAN Scout was een van de eerste lagevloerbussen die Connexxion in gebruik nam.
De bus werd speciaal aangeschaft voor het rijden over de Delftse grachten (lijn 60/61/62), maar werd ook ingezet op andere stadsdiensten in Delft. Nadat de provincie Zuid-Holland en de Gemeente Delft het lijnennet drastisch had gewijzigd en de dienstregeling is gehalveerd, waren de bussen niet meer afdoende. Daarom zijn de bussen, op enkele na, vervangen door ander (groter) materieel.
Op dit moment zijn de bussen (op enkele exemplaren na) niet meer in dienst bij Connexxion, maar staan ze te koop bij een verkoopbedrijf voor bussen en vrachtwagens.
De bussen beschikken niet over dynamische reisinformatie aan de binnenkant van de bus, bijvoorbeeld in de vorm van een lichtkrant of tft-scherm. Wel heeft Connexxion in een aantal van deze bussen Infoxx ingebouwd, met dit systeem kan elke (Connexxion-)bestemming in Nederland getoond worden op het lcd-bestemmingsdisplay voor op de bus. Ook kan de chauffeur met dit systeem zien op welke haltes hij moet stoppen door middel van een klein tft-scherm in het dashboard.

## Technische gegevens
| Handelsbenaming       | Bouwjaren | Chassis | Carrosserie | Lengte | Aantal zitplaatsen | Aantal staanplaatsen |
| --------------------- | --------- | ------- | ----------- | ------ | ------------------ | -------------------- |
| MAN 14.220 HOCL Scout | 2000-2001 | MAN AG  | Berkhof     | 10½ m  | 27                 | 47                   |